# ヤムチャ
ヤムチャは、鳥山明の漫画『ドラゴンボール』およびそれを原作とするアニメに登場する架空の人物。
原作での初登場は其之七「ヤムチャとプーアル」、アニメでは『ドラゴンボール』第5話「つよくて悪い砂漠のヤムチャ」。

## 概説
エイジ733年3月20日生まれ。身長181→183cm、体重62→68kg。血液型O型。趣味は特にない→格闘技、野球。好きな食べ物はかた焼きそば。好きな乗り物はマイティマウス号（旧型バギー）。嫌いな物はブルマ以外の女の子、歯医者。
荒野の大悪党「ハイエナヤムチャ」としてプーアルと共に砂漠を駆け回っていた盗賊。孫悟空の話を盗み聞きしたことでドラゴンボールの存在を知り、それに願って女性の前であがる癖を克服するため、悟空たちに協力するふりをしてボールを横取りしようと考えていたが、次第に情を見せるようになる。旅の過程の中で女性が苦手という弱点を自然に克服した。
初登場時から実力は高いが、初戦で未知の強豪と当たり、相手の強さを読者に見せつける形で負けるパターンが多く、勝利シーンは少ない。あまりにも悟空たちとの実力の差が開いたため、セルゲーム以降は武道家を引退。第25回天下一武道会には、同じく武道家を引退していたクリリンも参加を決意する中、「出ても恥をかくだけ」と消極的な態度で出場を辞退していた。
作品の最初期より、長らくブルマと喧嘩しながらも交際していた。ブルマいわくヤムチャの浮気癖で破局したらしいがヤムチャの浮気や破局の具体的な描写はなく、モテることと喧嘩が多いことしか言及されていない。突然の破局でアニメの声優陣はショックを受けた。
作中で何度も髪型が変化しているキャラクターの1人である。
名前の由来は中華料理の形態である飲茶。

## 人物・性格
一人称は「オレ」。当初は荒野に迷い込んだ旅人を襲うなどの非道な行いをしていた。だが女性に対する極度のあがり症から、女性のブルマがいた悟空一行への襲撃はことごとく失敗に終わる。悟空一行に付きまといドラゴンボールを横取りしようとするものの、結局ドラゴンボールでの願い事はピラフ一味によって阻まれた。しかしこの旅を通して彼の願いとブルマの願いが合致（ヤムチャの「女性へのあがり症の克服」とブルマの「すてきな恋人が欲しい」）し、彼女の交際相手としてプーアル共々カプセルコーポレーションに居候する。その後は仲間思いの好青年として活躍し、また、気遣いが細かい姿を見せる。
作中では珍しく、美形と設定されているキャラクター。そのため女性にもてる。初期には「結婚に憧れている」と発言していたが、ブルマとの破局後に新しい女性と交際しているものの、結婚した描写は最後までない。恋人としては破局したがブルマとの友人関係は続いており、魔人ブウ編で共に天下一武道会の観戦に行ったり、ベジータの死にショックを受ける彼女を気遣っていた。
登場初期はナルシストな一面を持っており、悟空と闘って歯が折れた時には手鏡を見ながら「オレの凛々しい顔が!」とショックを受けて戦意喪失。チチから「よく見るとひょうきんな顔」と言われて憤慨している。また、極度のあがり症だった頃も少女に対してはあがることがなく、チチに謝罪する際、格好つけて彼女を口説いた。アニメではチチがこの件を覚えており、成長後にヤムチャの愛を断る場面がある。
悟空の武道家仲間としては、もっとも古い付き合いとなる。ナメック星消滅の直前には悟空に対して「死ぬな!」と絶叫したり、悟空が死亡したと思われていた際に強いショックを受けたり、セルとの戦いで2度目の死を遂げた悟空を何とか復活させてほしいと神龍に頼むなど、長年の悟空に対する友情を示す場面は多い。また、最初に悟空の大猿への変身に遭遇した後には「助かりもした」と言っている。
悟空、クリリンとは亀仙人を師匠とする兄弟弟子の関係だが、2人より後に亀仙人に弟子入りしたため、悟空とクリリンは年下だが兄弟子である。また、クリリンとは一緒に修行しているが、悟空はその頃は亀仙人の指示で世界中を飛び回って修行をしていたため、一緒には修行していない。
第22回天下一武道会後に天津飯が足の骨を折ったことを謝罪した際には、恨みを残さずに許し（アニメでは天津飯の優勝が決まった際、最初に拍手している）、以降は彼と友人関係になる。アニメでは2人の気が合うようなシーンが幾つかあり、地球のドラゴンボールでは生き返れない餃子や、一緒に残る気でいた天津飯に付き合って、自分も界王星に残ろうとするなどお人好しぶりを見せた。アニメでは天津飯と共にセルジュニアと戦い、当初は息のあったコンビネーションで優勢に戦うもすぐに逆転されてしまった。また、劇場版では天津飯と共に行動することもあった。
ナメック星編後には、かつての敵だった（間接的に自分を殺した相手である）ベジータも住んでいるカプセルコーポレーションで暮らしていたため、天津飯に「（ベジータと）一緒に住んでいるヤムチャの気が知れん」と言われている。
セルゲーム直後には、皆がドラゴンボールの最後の願いを思い浮かばなかった際、付き合っている彼女のために高価なネックレスを貰おうとしたが、クリリンの提案で人造人間17号と人造人間18号の体内の爆弾を取り除くことに使用される。18号を危険視していたヤムチャだが、そのことをクリリンから謝罪された際には「ネックレスなんて冗談だ」と笑って彼を気遣っている。また、ベジータがセルに殺されたトランクスの敵討ちに挑んだことを、復活したトランクスに伝えるという気遣いも見せた。
魔人ブウ編では第25回天下一武道会に出場したクリリンを心配するマーロンに対し、「クリリンは世界で一番強いから大丈夫だ」とフォロー（その後、「地球人の中では」とこっそり付け足した）。アニメではビーデルとスポポビッチの試合で酷い場面になると、マーロンの目を手で覆って見えないようにしたりと気遣っていた。
我流と亀仙流の硬軟のスタイルでのスピードと技の切れを身上した戦法を得意とし、第23回天下一武道会においてシェン（神様）からは「素晴らしい才能を持っている」、一時は神様を脅かした繰気弾を「実に良い技」と高評価を受ける反面、我流ゆえに「足元がお留守」、「無駄な動きが多い」など荒削りなところや油断してしまう点について忠告を受けている。
鳥山明は料理が一番上手なキャラクターとして牛魔王と共にヤムチャを挙げている。
ナメック星編の時期に行われた鳥山明の漫画全般を対象にしたキャラクター人気投票では第6位、魔人ブウ編時に行われた投票では第8位にランクインしている。

## 略歴
- エイジ733 - 生誕。家族などの詳細は不明であり、またいつ頃から盗賊となったのかも定かではない。
- エイジ747（14歳） - この頃、プーアルと出会う。
- エイジ749（16歳） - 荒野に迷い込んだ孫悟空たちのホイポイカプセルを狙って襲撃するが、女性であるブルマが一行に加わっているのを見て、あがってしまい退散。その後ドラゴンボールの話を盗み聞きし、女性の前であがらないようにして貰おうと企み、ボールを奪おうと悟空たちを追跡する。悟空たちの移動手段が無くなった際は、仲間になったと見せかけて車を提供し悟空たちに同行。冒険の終盤になる頃には女性の前で倒れるほどの症状は表れず、悟空たちとの間にも仲間意識が生まれていた。ピラフ城からの脱出後にはブルマと恋人同士になり、西の都に住むこととなる（学校にも通っており、女性にモテていることが後にブルマの母のセリフで示されている）。
- エイジ750（17歳） - 第21回天下一武道会に出場し本戦進出を果たすが、初戦で亀仙人が変装したジャッキー・チュンに敗れる。

悟空がレッドリボン軍を壊滅させた後、占いババの館での闘いに参加。透明人間のスケさんとの戦いでは、ブルマ、亀仙人、クリリンの協力により勝利するが、ミイラくんには敗れる。占いババの館での戦いが終わったあと、亀仙人に弟子入り。修行を積み、独学でかめはめ波を会得する。
- エイジ753（20歳） - 第22回天下一武道会に出場し本戦進出を果たす。初対面から険悪な関係だった天津飯と初戦で戦うこととなる。壮絶な打ち合いを見せ、さらにかめはめ波まで放ち観客を騒然とさせるが、はね返され上空に避けたところに天津飯の蹴りをまともに受けて武舞台に叩きつけられて気絶し、追撃のニー・ドロップで左足を折られ戦闘続行不可能と判断され敗北。以降、武道会終了まで入院する。アニメ版では、入院中はラジオで観戦していたが、決勝戦では病室を抜け出し、会場で直に観戦した。

ピッコロ大魔王事件においては、武道会での足の怪我が完治していないことからカメハウスで待機となる。悪化する状況の中、万全でないながらもピッコロ大魔王のもとに向かうが、到着した時点ではすでにピッコロ大魔王は悟空によって倒されていたことを天津飯から聞かされる。
- エイジ756（23歳） - 第23回天下一武道会に出場し本戦進出を果たすが、シェン（地球の神）に敗れ3度目の初戦敗退。
- エイジ762（29歳） - 神のもとで修行を積み、サイヤ人戦に挑む。クリリンが一度死んでいてドラゴンボールで生き返れないことを考慮し、天津飯に次いで栽培マンと戦う。勝負では栽培マンを圧倒していたものの、かめはめ波で倒したと思っていたところに不意を突かれ、しがみつかれ自爆攻撃を受けて死亡（結果的にクリリンを庇う形になった）。その後、界王星にて天津飯、餃子と共に修行。ナメック星消滅の間際、脱出できずにいる悟空を思いながら「死ぬな」と叫び、悟空が死んだと思われていたときも膝を付いてうなだれた。ブルマたちに悟空が死んだことを伝える役を志願し、界王の力でブルマにテレパシーを送った。
- エイジ763（30歳） - ナメック星の神龍（ポルンガ）により生き返る[注 5]。
- エイジ764（31歳） - フリーザの地球襲来時、ベジータと共に駆けつける。その後、3年後の人造人間との戦いに備えて修行を開始。この間に付き合っていたブルマと破局。本人いわく、別の女性との交際を始めた。アニメ版では、修行シーンやブルマとの別れも描かれた。
- エイジ767（34歳） - 人造人間を探していた際、人造人間20号に遭遇しパワーを吸い取られ、胸を貫かれ瀕死に陥るも仙豆によって復活。復活後は実力差から恐怖を感じ、人気のない場所に移動した悟空たちを追うのを嫌がるも、結局放ってはおけず悟空たちを追う。悟空が病に倒れた際には、自分が戦闘には一番役立たないと判断し、悟空の治療のために、特効薬のある孫家へ悟空を連れて行く役目を名乗り出る。孫家に到着後、特効薬を悟空に飲ませ、彼の命を救う。

セルゲームでは他の戦士と共に参戦。セルジュニアとの戦いでは、殺されかけるが、悟飯に助けられ、仙豆で回復する。アニメ版では、瀕死の悟空にとどめをさそうとするセルジュニアに天津飯と共に救ったり、悟飯とセルの最後のかめはめ波合戦の際には、悟飯に加勢し、心の中で最古参の戦友である悟空に「悟飯はお前の息子なだけのことはあるな」と述べた。
戦い終えた後、悟飯を抱えて天界に向かう。神龍への2つ目の願い事が決まらなかった際には、「付き合っている彼女のために、ネックレスを出してもらう」と冗談で発言した。解散後、トランクスがセルの攻撃で死亡した後、ベジータがトランクスの仇討ちのために戦ったことを、復活したトランクスに教えた。
- エイジ774（41歳） - 平和になり、久々に開催された天下一武道会（第25回）を観戦。出場しないのかとチチに訊ねられた際は、「恥をかくだけだから」と返答。その後魔人ブウが復活し、宮殿でブウに菓子にされて食べられ死亡するが、ドラゴンボールで生き返る（アニメ版では魔人ブウに対抗するために界王にクリリンと共に肉体を残され修行し、大界王星にて魔人ブウと交戦する）。
- エイジ776年（43歳） - ミスター・サタンのホテル落成記念式典に参加。久々の戦いと聞き、クリリンらと共に参加を申し出るもくじ引きでトランクス[注 6]が戦うことになり、アボとカドとの戦いを見守るがクリリン共々下に道着を着ており、クリリンと共に仲間を助ける活躍を見せた。
- エイジ778年（45歳） - ブルマの誕生会に参加。ベジータのダンスに絶句していた。

最終回の時点では他の仲間と比べて歳の割に若い容姿を保っていた。

## 劇場版
アニメ『ドラゴンボール』の劇場版では、全3作すべてに登場。原作・アニメ序盤のドラゴンボール集めを焼き直した劇場版第1作目『神龍の伝説』では、原作同様「ハイエナヤムチャ」が通り名となっており、当時は大悪党だった模様。女性に敗れたり、色仕掛けに敗れたりする（第3作目の『摩訶不思議大冒険』ではボラに敗れている）など、あまり活躍の機会はなかったが悟空やクリリンと共に戦った。
劇場版第6作目『地球まるごと超決戦』では、ターレス軍団が地表に穴を開けるための爆発により15年ローンかけて購入した飛行機が破壊される。その後、ターレス軍団の一人カカオと闘って敗れるが、元気玉を作る悟空の時間稼ぎのため、ピッコロらと共にターレスに立ち向かい、全員敗北するが元気玉を完成させた。なお本作では背中のマークが界王の道着を着用している。最後は悟空たちとキャンプを楽しんだ。
劇場版第12作目『銀河ギリギリ!!ぶっちぎりの凄い奴』では、借金して天下一大武道大会に出場。悟飯やトランクスが参加しているのを知り、やる気をなくしタワーの上で昼寝をしていたところ、選手が激突した衝撃でタワーが傾き海に落ちて失格という結果となった。その後、天津飯と共に悟飯のもとに駆けつけ、銀河戦士と闘うも二人がかりで攻撃され敗北を喫している。
劇場版第17作目『最強への道』では、舞台が最初期に戻ったため、盗賊として登場。悟空を圧倒するがブルマがいたため、退却する。悟空たちのドラゴンボールを狙うが、女性に対して免疫が付いていなかったことが仇となり、ブルマを前にして何もできず、ブルー将軍に裏拳で倒されブルマたちと共に投獄されてしまう。

## ドラゴンボール超
魔人ブウとの闘いが終わり、数年後に悟飯とビーデルが結婚した頃、相棒のプーアルと共にブルマの誕生日パーティーに呼ばれ、仲間たちと再会する。飛び入り参加した破壊神ビルスに神だと知らずと気さくに話しかけ、背中を叩いたため、ビルスを怒らせかけてしまうもクリリンがロシアンたこ焼きで盛り上げようとし、結果的に機嫌を保った。またウーロンが地球の運命を賭けてビルスとのジャンケンで負けた際、八つ当たりしたプーアルを宥めた。
第6宇宙・第7宇宙破壊神選抜格闘試合では試合を観戦。キャベを見て悟空と出会った頃を思い出していた。
第70話はヤムチャメイン回になっており主役級で活躍。第6宇宙と第7宇宙で野球の親善試合をやることになり、以前プロ野球の助っ人選手としてアルバイトしていた経験（アニメ版の世界観を引き継いでいる設定）から第7宇宙のキャプテンとなり、その執念で第7宇宙チームを勝利に導いた。1回裏の第7宇宙チームの攻撃時には、ルールを理解していないピッチャーのベジータからデッドボールを食らって出塁する。以後ベジータやシャンパに酷い目に合わされるもビルスとシャンパの喧嘩のどさくさに紛れてホームインし、勝利に貢献した。
「宇宙サバイバル編」では、ブラ出産祝いのためにカプセルコーポレーションに来た際、悟飯から「力の大会」の話を聞く。悟空がクリリンのスカウトに行ったことを知り、「クリリンが呼ばれるなら自分にも話が来るだろうから格好良く決めなければ」と自宅に帰るが、すでに17号や亀仙人など選抜メンバーが決まっていた。亀仙人が弱点克服のためにプーアルを借りに自分のもとに来た際はメンバーに選ばれるか心配し、様子を見に再び訪れたカプセルコーポレーションで「力の大会」の本当の趣旨を知り、悟空からのオファーは来なかったが、格好つけるのを止め悟空たちに第7宇宙の命運を託し、ウーロンらと共に悟空たちを見送った。力の大会終了後、ブラ誕生のお祝い会でクマのぬいぐるみをプレゼントし、仲間たちと祝う姿を見せた。漫画版ではブルマの口からメンバーに名前が挙がりそうになったり、亀仙人と天津飯からは悟空が呼びに行ったと思い、「あいつぐずってやがるな」と言われていた。単行本のおまけページでは野球のユニフォームを着用し、「トレーニングをかねて運動しておかないとな」と意気込む姿が描かれている。
「銀河パトロール囚人編」では、モロ配下の囚人軍が地球に襲来した際には久々に戦線に復帰。悟飯らと共に臨時の銀河パトロール隊員として戦い、モロに力を分け与えられパワーアップした囚人たち複数人を同時に相手にしながらも勝利してみせた。その際には「これでも地球人の中では3本の指に入る実力なんだぜ」と発言している。その後、囚人軍の副官であったザウヨギと交戦し苦戦を強いられていたが、地球に到着した悟空に助けられた。

## ドラゴンボールGT
声の出演はないが、以下のシーンに登場する。
- エイジ790（57歳）-究極のドラゴンボールによる地球爆発の際、超サイヤ人4の悟空に瞬間移動でツフル星へ移動した後や復活した地球に戻ってきた際のパーティーのシーンで登場。原作の最終回と同じく老いが見られず、口元に小さな皺ができた以外はほぼそのままだった。

- 最終回である第64話にも登場。プーアルと共に荒野におり、車を修理していたところ、頭上を神龍が通り過ぎていった。2代目・3代目エンディングにも登場。

## ヤムチャの技
狼牙風風拳（）
ヤムチャオリジナルの技で、本人いわく「構え、狼になりきって素早い動きで意表をつき、顔面と上半身に突きの集中連打。出した速さと同じ速さで拳を引き、休まず攻め、最後は、とどめの蹴り」、もしくは最後に両腕に満身の力を込め、とどめの一撃。野生の狼のような目にも止まらぬ速技で、相手に1秒間に推定5発の打撃を与え最後に重い一撃を浴びせる。技を放つ際に狼の影が映るのが特徴。神様には技の速度は感心されたがそれに重点を置きすぎて足元への注意を忘れていると評された。アニメにて人造人間19号が調べたデータに表示されたスペルは「ROUGAWHOWHOKEN」。
ゲームオリジナルでは派生技として、従来のラッシュに回転を加えた「狼牙風風拳：旋風爪」や、掌に気を集中して一閃する「狼牙風風拳：閃」、敵の防御を貫通する「裏・狼牙風風拳」が登場した。
新狼牙風風拳（）
狼牙風風拳をパワーアップさせた技。技の性質としては基本的に今までと同じだが1秒間に推定10発に増えるなど瞬発力や攻撃力が向上している。
第22回天下一武道会で天津飯に用い、猛攻を仕掛けるも阻まれた。原作では狼の幻影が描かれなかったが、アニメ版では狼の幻影が2匹に増えている。ゲームなどではあまり登場せず、攻撃パターンも劇中と異なっている。
かめはめ波（）
亀仙人が考案した技で、両掌に気を集中させて気功波として一気に放出する。とっておきの技として第22回天下一武道会にて初使用。使用は悟空の次に早かった。亀仙人から直接指導されたのではなく独学で修得している。栽培マン戦、劇場版では悟空やクリリンと共に神精樹を破壊するために使用している。
『ドラゴンボール ZENKAIバトルロイヤル』では通常のかめはめ波とは異なり、踏ん張らずに自身が後方に移動して間合いをとる「逆走！かめはめ波」が登場した。
繰気弾（）
第23回天下一武道会に出場したヤムチャがシェン相手に見せた「とっておきの技」。ヤムチャが修行で独自に考案した技で、手のひらから気功弾を繰り出す。この気功弾は命中しても爆発はせず、ぶつけるようにして使用される。指で軌道を遠隔操作することができ、シェンに一旦避けられた後も頭上から急降下させたり、地中から急襲させてシェンに命中させることに成功するが、倒すには至らなかった。
劇場版やゲームなどでは縦横無尽の軌道で相手を惑わせた後に急所を撃ち抜いたり、気弾を何度も往復させて四方八方から相手を撃ちのめして攻撃するといった用法も存在する。アニメ『Z』ではこの技でリクームを倒し、『オッス!帰ってきた孫悟空と仲間たち!!』では、崩壊し落下してきたサタンホテルの瓦礫からブルマら仲間たちをこの技で救った。
アニメやゲームでは、より強く気を込めてから放つ「超繰気弾」や「特大繰気弾」と呼称される強化版も登場。他にも『ドラゴンボールZ スカウターバトル体感かめはめ波 〜おらとおめぇとスカウター〜』では、2個の気弾を操って攻撃する「繰気連弾」も存在している。
「操気弾」は誤記。
舞空術（）
全身の気をコントロールしながら放出することによって、空中を飛行する技。元々は鶴仙流の技だが、気を扱う一定の戦闘力を超えた戦士のほとんどが体得している。
使用シーンが初めて登場したのはサイヤ人編。ピッコロと悟飯に合流する際に舞空術で移動してきた。
狼牙風風投球拳（）
『ドラゴンボール超』の第6宇宙・第7宇宙の親善野球試合にて使用。
狼牙風風拳と繰気弾を組み合わせて編み出された投球術。投球の軌道を自在に操れる。狼牙風風拳と同じく、技の前には狼の幻影が現れる。
ヤムチャは「俺さまの新しい必殺技」と誇らしげに語っていたが、観戦していた人造人間18号には「あいつ、もう武道家じゃないな」と揶揄されていた。

## ヤムチャの戦闘力
作中や書籍などで明らかにされているヤムチャの戦闘力は以下の2つ。
サイヤ人襲来前：177
ブルマの計測したスカウターの数値より。

サイヤ人戦：1480
仲間と共に神様の下で修行し戦闘力が上昇。
元々盗賊として常人以上の武術の心得はあったが、悟空との出会いの後から正式に武術を学ぶこととし、亀仙人、カリン、地球の神の下での修業をこなし、ベジータらの襲来の戦いで命を落としてからも、あの世で界王に師事するなどしている。復活後も人造人間戦に向けて3年間の修業を積み、この時アニメではベジータの目を盗んで300倍の重力室に挑戦するなどしており、地球人としてはトップレベルの実力を持っている。このため人造人間19号と20号も、地球人を遥かに超えたエネルギー値を持つヤムチャをサーチシステムで捕らえた際には、超サイヤ人に関するデータを持たなかったこともあり「いきなり見つかった…ソン・ゴクウだ」と誤認している。とはいえ、新たに登場する強敵たちに伴い悟空らサイヤ人やピッコロが強さを増していったことで、悟空らとは戦闘力に絶対的な差が開いてしまい、人造人間20号に重傷を負わされ回復して以降は戦闘に参加することを望まずサポートに徹し、その後セルジュニアとの不可避の望まぬ戦闘を最後に、魔人ブウ編の頃には武道家を引退している。
アニメではオリジナルの戦闘描写が追加されており、あの世で界王の下での修業中にはギニュー特戦隊のリクームと戦闘し勝利している。またセルジュニアにも結果は原作と同じく瀕死まで追い詰められるも、序盤は何とか必死に応戦するなどもしてみせ、悟飯がセルとかめはめ波を撃ち合っている際にはピッコロ、クリリン、天津飯らと共に援護攻撃もしている。アニメの魔人ブウ編では、ブウにお菓子にされて食べられた後、界王により悟空たちが敗れた時に備えての予備戦力となればと、あの世でクリリンと共に大界王の下で修業することになる。この際はオリブーなどの、あの世の手練れの武闘家たちを圧倒できるまでに戦闘力を上げていた。後に、あの世に襲来した魔人ブウ（純粋）に、パイクーハンやクリリンと共に挑むも敵わなかった。
原作者の鳥山明がストーリーを手掛けた魔人ブウ編のその後を描く漫画版『ドラゴンボール超』の「銀河パトロール囚人編」では久々に実戦に復帰。悟飯らと共に臨時の銀河パトロール隊員として戦い、モロに力を分け与えられ戦闘力を上げた囚人たち複数人を同時に相手にしながらも勝利してみせた。その際には「これでも地球人の中では3本の指に入る実力なんだぜ」と発言している。

## テーマソング
ウルフハリケーン
歌: 古谷徹 / 作詞: 井上敏樹 / 作曲: いけたけし / 編曲: 京田誠一

## ゲームでの登場
ゲームでの初登場はファミリーコンピュータ専用ソフト『ドラゴンボール 神龍の謎』。ボスキャラクターの1人として登場。その後『ドラゴンボール 大魔王復活』では仲間カードとして登場。新狼牙風風拳で攻撃してくれる。また『ドラゴンボール3 悟空伝』では占いババの宮殿での戦いにて一時的に使用可能である。
ファミリーコンピュータ専用ソフト『ドラゴンボールZ 強襲!サイヤ人』『ドラゴンボールZII 激神フリーザ!!』『ドラゴンボールZIII 烈戦人造人間』およびスーパーファミコン専用ソフト『ドラゴンボールZ 超サイヤ伝説』ではプレイヤーキャラクターの一人として登場。戦闘力は低めだが、作品によって繰気弾は「相手に確実に命中する」、「避けられるとダメージが上がる」などの効果が追加された。『ドラゴンボールZ外伝 サイヤ人絶滅計画』では遭遇するとカードをくれる。
格闘ゲームではPlayStation 2専用ソフト『ドラゴンボールZ』より初登場。IFストーリーでたびたび登場しており、『ドラゴンボールZ2』ではヤムチャと天津飯がフュージョンして誕生した「ヤム飯」が登場している。ヤム飯は後に『ドラゴンボールフュージョンズ』などでも再登場した。
『ドラゴンボールZ3』では、クリリンとの修行で狼牙風風拳を言い間違えたり、街で女性をナンパするシーンや、栽培マン戦で原作ではクリリンを気遣うだけだったが故意に格好いい所をみせて死亡と、原作に比べ情けなさが強調されている一方で、個別ストーリーではベジータにブルマとの破局の噂を仲間中に言いふらされたため勝負を挑むなどより勇敢になっている。なお対戦の際にはヤムチャのみ栽培マンに「自爆」を仕掛けられると、残りの体力にかかわらず即K.O.となる。
『ドラゴンボールZ Sparking! METEOR』ではセルゲームを模した「ヤムチャゲーム」なる武闘大会を主催している。また、同作では少年時代の悟空と対戦すると「（この時代の悟空になら）勝てる!」と言い放つ（勝利時は「勝ったはいいが、虚しい…」と発言する）。タンバリンやナッパ、栽培マン、ドクター・ゲロと対戦すると「あの時のオレとは一味違うぜ」とリベンジを果たそうとする。その他、トランクス（現代）と対戦すると過去のブルマとの仲を問われ、孫悟天と対戦すると「おじさん、本気でやって大丈夫?」と聞かれるなど、個別の演出が多い。
『ドラゴンボール レイジングブラスト』では、意気込んでベジータとトランクス（未来）に挑むIFストーリーが存在する。ほかにも地球人最強を決める天下一武道会に出場し、クリリンと亀仙流の武道家同士の対決が描かれており、敗北後、天津飯と勝負するクリリンに対して「応援する」と彼の勝利を願った。
『ドラゴンボール ZENKAIバトルロイヤル』では、「相手の攻撃を受けると倒れやすい」という特徴が付与されている。技も従来とは一風変わったものが用意されており、全体的にテクニックが要求されるキャラクターとなっている。
『ドラゴンボール ゼノバース』では、栽培マンやセルジュニアとの戦いで天津飯とタッグを組み、苦戦している所を主人公に助けられる。セルとの戦いでは悟飯がセルを倒したのを見て大喜びした。DLCでは師匠として登場しており、当初は誰かに技を教えたことがなかったので自信がなかったが主人公の強さに驚きながらも兄貴分として主人公の成長を見守り、自信を取り戻した。そして師匠クエストでは主人公の協力もあり、栽培マンへのリベンジに成功した。
『ドラゴンボール ゼノバース2』では先生として登場し、少し強気な態度で主人公に接している。ストーリーでは栽培マンを出さなかったナッパとの戦いに参加している。その圧倒的な威圧でクリリンや悟飯共々恐怖するも悟空が来るまでの時間稼ぎをする。セルジュニアとの戦いでは自分を助けに来た主人公に感謝を述べた。パラレルクエストでは突然、凶暴化および極悪化し、Z戦士たちに襲い掛かる。圧倒的な強さを手に入れるも本来の人の良さがなくなってしまう。戦闘後は正気を取り戻すも洗脳されていた頃の記憶は覚えていない様子。
『ドラゴンボールZ カカロット』ではサポート専用キャラクターとして登場。挑発して敵のターゲットを強制的にヤムチャ自身に変えたり、プレイヤーキャラクターの体力や気力が少なくなると回復する立ち回りを行う。本作ではサブストーリーにて複数の女性とデートしていることがバレたり、直接言われてはないものの悟空たちから足手纏い同然の扱いを受けたり、思い出アイテムとして盗賊時代に悟空に折られた歯が出てきたり、テンネンマンの説明では「気を抜くとヤムチャは危ないかもしれない」と記述されているなどやや悲惨な場面も目立っている。

## キャスト
声優
- 古谷徹 - アニメシリーズ（『元祖』から『超』まで）、『ドラゴンボール Sparking! ZERO』（2024年）までのゲーム作品
- 鈴木崚汰 - テレビアニメ『ドラゴンボールDAIMA』以降の関連作品
- 江川央生 - 実写映画『DRAGONBALL EVOLUTION』日本語吹き替え

俳優
- パク・ジュンヒョン - 実写映画『DRAGONBALL EVOLUTION』

### 担当声優に関連したエピソード
- 初代担当声優の古谷徹は、オーディションではなく小松亘弘からのオファーでヤムチャ役に抜擢された。演技に関しては役への親近感や個性的な演技を求められる役ではないことから、「ほとんど素に近い感じで演じることができた」と語る[23]。
- 古谷は、『ドラゴンボール』ファンの子供に、自分が役を演じていることを語った所「なんだヤムチャか」と言われ悔しい思いをしたことがあるという[24]。また古谷と鶴ひろみ（ブルマ役）がヤムチャとブルマが別れた理由を『週刊少年ジャンプ』のパーティで[23]、鳥山に聞いたら「だってヤムチャ、浮気者なんだもん」と言われた[6]。
- また、古谷と鈴置洋孝（天津飯役）は、2人ともヤムチャを「自分に近いキャラクター」と語っている。鈴置は「軟派なところ」を気に入っていたようだが、古谷は「人間臭いところ」に親近感を覚えているようである。だが自分の他のキャラと比べてヤムチャは決めゼリフが無いからキャラの気持ちになるのが不安になることもあると古谷は語っている[25]。古谷は「いつもアニメの監督の山内重保さんに『ヤムチャ、かっこよくしてね』とお願いした」と語っており、前述のクリリンと修行しているシーンについては「サービスしてくれたのかな（笑）」とコメントしている[24]。
- 後年、ファンからは「周りのキャラクターが超人的に強すぎる中、ヤムチャは人間っぽい感情や心の弱い一面といった、"飾らない良さ"があったから」という声も多く、古谷は「改めて彼の魅力に気付かされた」「彼のことをもっと好きになって、ヤムチャならではの個性をより顕著にすべきだったかもしれない」と振り返っていた[23]。
- 長年古谷が専任声優を務めていたが、2024年5月22日に起こった不倫騒動の影響で、2024年放送のテレビアニメ『ドラゴンボールDAIMA』より、鈴木崚汰へと変更された[22][26][27]。

## 補足

### キャラクター
- 初期案での名前は「ヤム・チャ」。二枚目半の悪党という設定[28]。『西遊記』における沙悟浄を意識して作られた[29]。
- 盗賊時代に着ていた道着に書かれていた「楽」のマークは、楽が好きだからという意味[30]。
- 鳥山は読者からの「ヤムチャは幸せになれましたか?」の質問に「ずーっとあんな感じですね（笑）」と答えている[31]。また鳥山は、「女性が大好きなのに苦手というジレンマを抱えたヤムチャは、未だ緊張しない理想の相手を求めて迷走中である。ホストクラブに勤めたこともあるが、やはり緊張でうまくいかずクビになる。主にフリーの用心棒をプーアルと共に生業としているが、たまに天津飯のところに農業の手伝いに行ったりもする」と2013年3月24日に放送された『漫道コバヤシ』『映画「ドラゴンボールZ 神と神」公開記念!出でよ神龍!!SP』のアンケートで回答している。
- アニメ版では、界王星でリクームを圧倒したり、大界王星での修行後はそれ以上の実力を持つオリブーを簡単にあしらうなど、原作にはなかった「強敵に勝利する」シーンがいくつか存在している。人造人間編では、セルがセルゲーム開幕を宣言する前にクリリンと模擬戦をしており、悪ふざけもあったが怒ったクリリンに蹴りを見舞う場面がある。
- アニメでは、定期的にプロ野球の助っ人のアルバイトをしており、3打席連続ホームランを打っていた（この設定は鳥山がアニメオリジナルエピソードのために考案したものであり、後に上述の通り趣味と設定された）。一方で、界王の下で熱心に修行する姿も見られた（昔の血が滾るからと説明）。アニメ版『ドラゴンボール オッス!帰ってきた孫悟空と仲間たち!!』では亀仙流の道着を着て仲間のプーアル、ウーロン、ブルマたちの頭上に落下してくる建物の瓦礫を繰気弾で粉砕して助けている。
- アニメにて人造人間19号がヤムチャのデータを調べた際前述の身長・体重などのプロフィールの他、「OPINION（意見） STRATOS NO PLAMODEL SAIHANSARETE URESHII（ストラトスのプラモデル再版されて嬉しい）」と書かれていた。
- その人気から、ヤムチャを主人公としたドラゴン画廊・リーの漫画『DRAGON BALL外伝 転生したらヤムチャだった件』前編、中編、後編が、Webサイト「少年ジャンプ+」に読切作品として公開された。内容は『ドラゴンボール』が大好きな平凡な男子高校生の主人公が事故をきっかけに、悟空が少年の頃のヤムチャに生まれ変わるもので、その後の展開を知っている主人公は、ヤムチャが栽培マンの自爆で死ぬ未来を変えるため奮闘するというifストーリーが描かれる。閲覧数は普通の読切の倍以上と、連載陣と比べても圧倒的であり、公開された週で一番読まれた作品として大きな反響を呼び[32]、総閲覧数700万超えを記録[33]。他のキャラクターに比べて扱いの良くなかったヤムチャだと逆転劇としてギャップが生じて面白そうだと、集英社の編集者が企画を立ち上げ、企画段階で鳥山明に相談して快諾をもらう[32]。『ドラゴンボール』のパロディ漫画をネットで公開して話題になっていたドラゴン画廊・リーを他の編集者に教えてもらい[32]、2016年5月に執筆依頼のメッセージを[33]Twitterで送る[32]。企画概要を伝えて[33]執筆が決まり[32]、担当編集者と直接打ち合わせて[33]前編の大まかな構成が決定。作者は原作コミックのシーンを小ネタで拾いながらネームを作成し[33]、そのネームを担当者が鳥山に見せたところ、「主人公の死に方を面白くして欲しい」などの主人公の設定など、読者の入り込みやすさを意識した改善点の指摘やアイデアをもらい[32]、いくつか没になりながらネームが完成[33]。完成した原稿も、面白いと鳥山が評価した[32]。アニメ『超』でヤムチャが活躍する第70話「シャンパからの挑戦状!今度は野球で勝負だ!!」が、2016年12月11日に放送されることが執筆中に分かり、そのタイミングに合わせ前編が公開され[32]、2017年11月には描きおろしも加えて単行本化された。